# Hansestraße

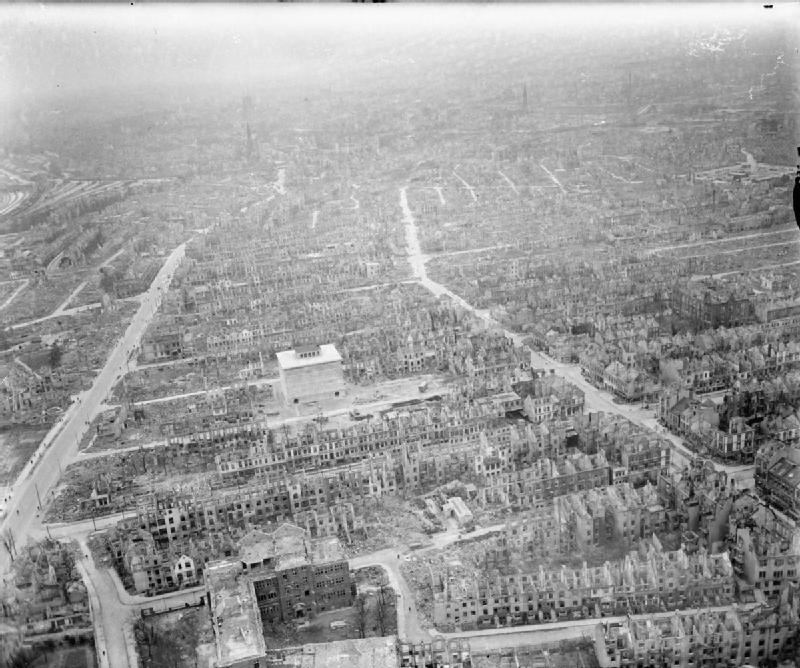
Zerstörtes Walle; Blick nach Südosten

Die Hansestraße ist eine historische Straße in Bremen, Stadtteil Walle, Ortsteile  Utbremen, Steffensweg und Westend. Sie führt in West-Ost-Richtung vom Hansator bis zur Münchener Straße bzw. Bundesstraße 6 als Zubringer zur Anschlussstelle Bremen-Überseestadt der Autobahn A 27.
Die Querstraßen wurden benannt als Nordstraße, Hans-Böckler-Straße (1951) nach dem Politiker (SPD) und Gewerkschaftsfunktionär Hans Böckler (1875–1951), Erwinstraße (1874) nach dem Steinmetz und Baumeister des Straßburger Münsters Erwin von Steinbach, Bürgermeister-Deichmann-Straße 1954 nach dem Gewerkschafter, Politiker (SPD) und Bremer Bürgermeister Karl Deichmann, Steinbachstraße (1874) s. o., Steffensweg nach  Sankt Stephan (Plattdeutsch Sunte Steffen), da der Ortsteil früher zum zuständigen Kirchspiel St. Stephani gehörte, Landwehrstraße nach der früheren Landwehr vor dem Stephanitor im mittelalterlichen Bremer Stadtmilitär, Wartburgstraße nach der thüringischen Burg von 1067, in der Martin Luther von 1521/22 wirkte, Utbremer Straße nach dem Ortsteil Utbremen, der früher außerhalb (ut) Bremens lag; ansonsten siehe beim Link zu den Straßen.

## Geschichte

### Name
Die Hansestraße erhielt den Namen nach der Hanse, einer Vereinigung als Kaufmannshanse und dann als Städtehanse an der Ost- und Nordsee, zu der Bremen seit 1260 mit Unterbrechungen gehörte. Nach dem Niedergang der Hanse bestand sie nur noch aus den freien Städten Bremen, Hamburg und Lübeck. Auf den Hansetagen 1629 und 1641 wurden die drei Städte  beauftragt, das Beste zum Wohle der Hanse zu wahren. Sie unterhielten gemeinsame diplomatische Vertretungen an Europas Höfen und gemeinsame Konsulate in wichtigen Häfen.

### Entwicklung
1139 wurde das Dorf Walle erstmals erwähnt und 1179 der Hof-Walle der Herren zu Walle.
Mit dem Bau des Freihafens nach 1888 entwickelten sich die Ortsteile von Walle. Die große Jute-Spinnerei und Weberei Bremen an der Nordstraße beschäftigte um 1895 über 2000 Arbeiter, die hier in überwiegend dicht bebauten Wohngebieten lebten. Eingemeindet wurden 1848 die Feldmark Utbremen, 1885 Teile der Landgemeinde Walle und 1902 die weiteren Gebiete.
Während des Zweiten Weltkrieges wurde 1943/44 Walle großflächig zerstört. Unter dem Namen Westliche Vorstadt entstand von 1953 bis 1955 in Utbremen, Steffensweg und Westend durch die Gewoba, die Bremer Treuhand und die Schoß nach Plänen von Max Säume, Günther Hafemann, Wilhelm Wortmann, Bernhard Wessel, Werner Hebebrand, Walter Schlempp und Günther Marschall eine größere, aufgelockerte Wohnsiedlung. 1955 wurde zwischen Hanse- und Schifferstraße das erste Bremer Hochhaus errichtet.

### Verkehr
Die Hansestraße ist erkennbar in Plänen aus dem 19. Jahrhundert, als noch die Straße Hansator Teil der Straße war. Sie war und ist eine wichtige Straßenerschließung in der Querrichtung des Stadtteils Walle, wie der Waller Ring.
Die Straßenbahn Bremen tangiert die Straße mit der Linie 2 (Gröpelingen – Sebaldsbrück) und Linie 10 (Gröpelingen – Hauptbahnhof – Sebaldsbrück) im Bereich Landwehr- und Wartburgstraße und die Linie 3 (Gröpelingen – Weserwehr) im Bereich Nord- und Hans-Böckler-Straße.
Im Nahverkehr in Bremen durchfährt die Buslinien 28 (Walle ↔ Findorff ↔ Wiener Str. ↔  Universität-Nord) die Straße im Bereich Seffensweg sowie Landwehr- und Wartburgstraße.

## Gebäude und Anlagen
An der Straße befinden sich u. a. zwei- bis viergeschossige Wohnhäuser sowie zwei Hochhäuser. Alle Gebäude stammen aus der Zeit nach 1945.
Erwähnenswerte Gebäude und Anlagen-
- Nördliche Seite
  - Nr. 2–28: 2-gesch. Wohnhäuser der 1960er Jahre mit Satteldächer und in geschlossener Bauweise
  - Ecke zu Steffensweg 2 und Steinbachstraße: 3-gesch. Wohn- und Geschäftshaus
  - Von Steffensweg bis Wartburgstraße: 3- und 4-gesch. Mietwohnhäuser als Riegelbau zur Johann-Bornemacher-Straße
  - Dazwischen der Grünzug Waller Grün, der bis zur Bremerhavener Straße reicht
  - Ecke Wartburgstraße: 8-gesch. Wohnhochhaus mit Geschäftsräumen im Erdgeschoss
- Südliche Seite
  - Nr. 17–21: 3-gesch. Wohnhäuser
  - Zwischen Hanse- und Schifferstraße: 13- bis 14-gesch. erstes Wohnhochhaus von 1955
  - Zwischen Hochhaus und Landwehrstraße: 4-gesch. Wohnhäuser
  - Ecke zur Utbremer Straße: 1- bis 2-gesch. Gewerbebauten

### Gedenktafeln
- Stolpersteine für die Opfer des Nationalsozialismus gemäß der Liste der Stolpersteine in Bremen:
  - Hansestraße/Ecke Landwehrstraße: Für Richard Heller (1908–1944), Widerstandskämpfer (KPD), hingerichtet in Hamburg